# Guy-Jean-Baptiste Target
Guy-Jean-Baptiste Target (* 6. Dezember 1733 in Paris; † 9. September 1807 in Les Molières) war ein französischer Jurist und Politiker. Er spielte eine wichtige Rolle im juristischen und politischen Diskurs auf dem Weg zur Französischen Revolution. Als Abgeordneter der Konstituante hat er zur Formulierung der Verfassung von 1791 stark beigetragen. Später hat er unter Napoleon am Code civil und dem Strafgesetzbuch mitgearbeitet.

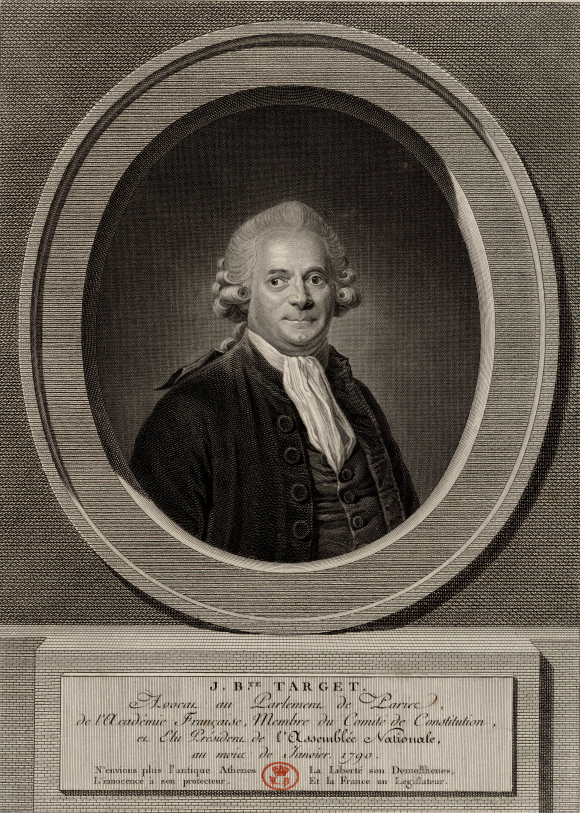
Guy-Jean-Baptiste Target

## Vor der Revolution
Bereits sein Vater war Jurist und Mitglied des Parlement de Paris. Seit 1752 gehörte er dem ebenfalls an. Er stieg in der Folge zu einem der bedeutendsten Juristen der Hauptstadt auf. Er war unter anderem Mitglied in Kommissionen zur Justizreform. Seit 1785 war er Mitglied der Académie française. Er war 1787 am Edikt von Versailles zu Gunsten der Nichtkatholiken beteiligt.
Target protestierte 1771 gegen die Justizreformen des René-Nicolas-Charles-Augustin de Maupeou und war 1785 Verteidiger von Kardinal Rohan in der Halsbandaffäre. Dabei übertrieb er die Haftbedingungen seines Mandanten und spielte auch sonst mit auf Emotionen setzenden Argumenten. Bei den juristischen Reformdebatten kurz vor der Revolution plädierte er als Vorsitzender eines Parlamentsausschusses für einen Vollstreckungsaufschub für zum Tode Verurteilte, damit eine Revision oder eine Begnadigung durch den König möglich würde. Damit konnte er sich aber nicht durchsetzen.
Target nahm am politischen Diskurs der vorrevolutionären Zeit intensiv teil. Er gehörte 1788 einer Minderheit der Mitglieder des Parlements an, die dafür plädierten, dass in den zukünftigen Generalständen der dritte Stand mindestens ebenso stark vertreten sein müsse wie der erste und zweite Stand zusammen. Ebenso forderte die Gruppe Abstimmungen nach Köpfen und nicht nach Ständen. Daraus ging die Societé des Trente (Gesellschaft der Dreißig) hervor. In dieser waren auch Persönlichkeiten wie Mirabeau, Talleyrand oder Sieyes vertreten.
Target hatte mit den Konservativen im Parlement gebrochen und übernahm Fälle, die geeignet waren, das Regime zu kritisieren. Dies war etwa im Fall um die Rosenkönigin des Dorfes Salency der Fall. Bislang hatte der Dorfbürgermeister das Recht gehabt, die Königin auszuwählen. Als der örtliche Grundherr dieses Recht für sich beanspruchte, rief das Dorf das Parlement an. Target stilisierte den Fall als Kampf zwischen Unschuld und Gewalt hoch. Ähnlich gelagert waren weitere Fälle, die er 1788 übernahm.
Der Annahme der Mehrheit des Parlements, dass Frankreich eine Art ungeschriebene Verfassung hätte, die das Parlement zu verteidigen hätte, lehnte er ab. Er meinte, man stände am Nullpunkt und müsse eine Verfassung erst schaffen. Dem schloss sich etwas später die Mehrheit des Parlements an.

## Seit der Revolution
Im Jahr 1789 wurde er als Vertreter des Dritten Standes in die Generalstände gewählt. Im Folgenden war er in der Nationalversammlung ein führendes Mitglied des Verfassungsausschusses. Er hat das Zustandekommen der Erklärung der Menschen- und Bürgerrechte mit vorangetrieben oder setzte sich für das Ende feudaler Vorrechte ein. Er war einer der maßgeblichen Verfasser der Verfassung von 1791. Er hat unter anderem für ein Parlament mit einer Kammer und für ein suspensives Veto des Königs plädiert. Er hat durchgesetzt, dass der konstitutionelle Monarch nicht mehr als roi de France et Navarre, sondern als roi des français bezeichnet wurde. Das Königreich sollte nicht mehr als Eigentum eines Einzigen erscheinen. Nicht zuletzt setzte er sich für die Zivilverfassung des Klerus ein. Er war im Januar 1790 Präsident der Nationalversammlung.
Zeitweise war er Mitglied im Jakobinerklub, nahm aber seit Herbst 1790 nicht mehr an deren Versammlungen teil. Er unterstützte den Vorstoß von Maximilian Robespierre, dass die Abgeordneten der verfassungsgebenden Nationalversammlung nicht Mitglieder der gesetzgebenden Nationalversammlung werden durften. Danach zog er sich aus der Politik zurück. Nach seiner Absetzung bat Ludwig XVI. Target, dass dieser ihn im bevorstehenden Prozess verteidigen möge. Er lehnte das Angebot mit Hinweis auf seinen Gesundheitszustand ab.
Er unterstützte Napoleons Machtübernahme. Zwischen 1798 und seinem Tod gehörte Target als Richter dem Tribunal Cassation an. Er hat auch zum Zustandekommen des Code Civil beigetragen. Insbesondere widmete er sich dem Strafgesetzbuch. Er gehörte seit 1802 dem Tribunat an.